# Paulinenbrunnen (Stuttgart)

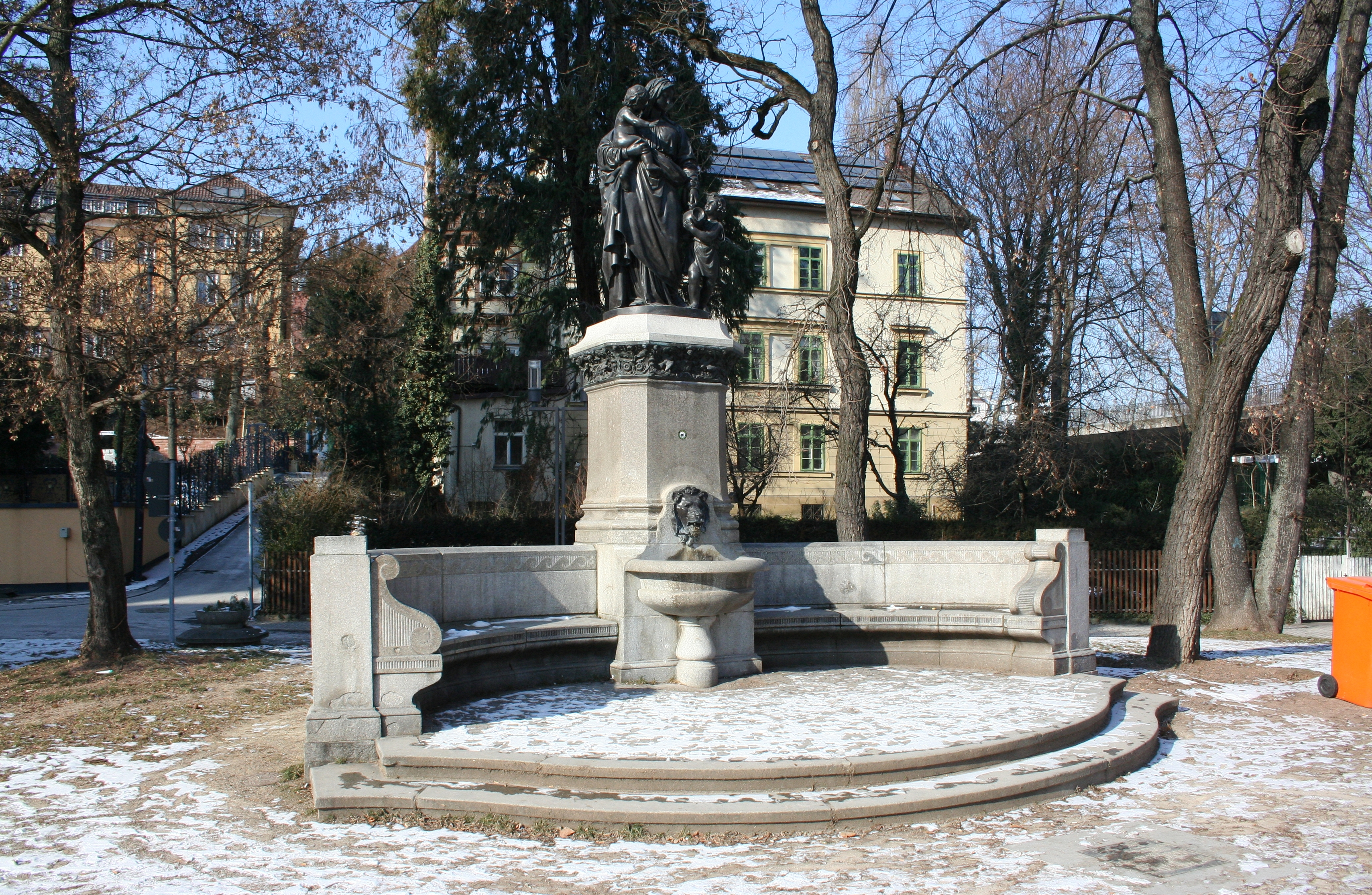
Paulinenbrunnen

Der Paulinenbrunnen, erbaut 1898, ist ein markantes Beispiel für die Verbindung von Kunst, Funktionalität und symbolischer Bedeutung in der öffentlichen Architektur Stuttgarts. Er steht am Rupert-Mayer-Platz in der Nähe der Tübinger Straße und wurde nach einem Entwurf des Architekten Emil Mayer gestaltet.

## Bau und Entwurf

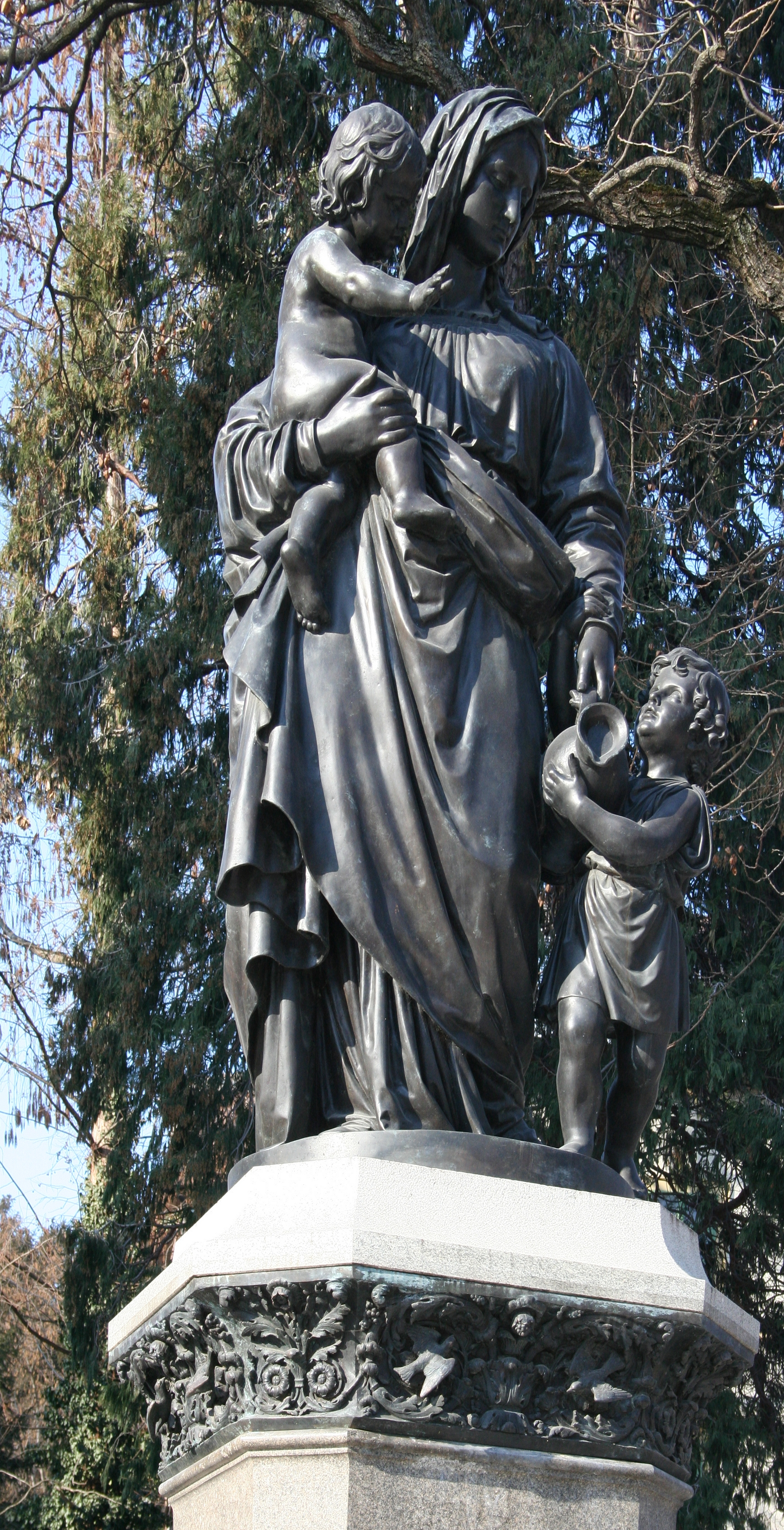
Detailansicht

Das zentrale Element des Brunnens ist die Skulpturengruppe Mutterliebe, welche vom Bildhauer Adolf von Donndorf gestaltet wurde. 
Die Anlage des Brunnens umfasst ein ovales Becken, das von zwei steinernen Sitzbänken eingerahmt wird. Diese laden zur Rast ein und unterstreichen den sozialen Charakter des Platzes. Der zentrale Granitsockel trägt eine Brunnenschale, die durch einen Löwenkopf mit Wasser gespeist wird. Diese architektonische Kombination aus robusten, langlebigen Materialien wie Stein und Bronze spiegelt die Bedeutung des Brunnens als funktionale Wasserversorgungseinheit und ästhetisches Kunstwerk wider.
Die Skulpturengruppe Mutterliebe, ursprünglich in Bronze gefertigt, zeigt eine Mutter mit zwei Kindern beim Wasserholen, ein Symbol für das Leben und die Bedeutung von Wasser. Das Motiv greift den damaligen Alltag auf, als Brunnen eine lebenswichtige Rolle in der städtischen Wasserversorgung spielten. Gleichzeitig ist die Darstellung eine Hommage an die Fürsorge und das zentrale gesellschaftliche Rollenbild der Mutter. Die Skulptur diente zugleich als Denkmal für Donndorfs eigene Mutter. 
Die Skulptur wurde im Ersten Weltkrieg eingeschmolzen, später jedoch erneuert und 2008 wieder aufgestellt.

## Namensgebung
Der Name des Brunnens ehrt Prinzessin Pauline von Württemberg, die Tochter des Königs Wilhelm II. von Württemberg. Pauline war eine bedeutende Persönlichkeit des 19. Jahrhunderts, die für ihre soziale und kulturelle Förderung in Württemberg bekannt wurde. Die Skulpturengruppe enthält zudem autobiografische Elemente, da Adolf von Donndorf die Figurengruppe als Denkmal für seine eigene Mutter schuf. Hierbei wird die enge Verbindung zwischen Kunst und persönlicher Erinnerung verstärkt.

## Erhalt
Dank der Initiative der Stiftung Stuttgarter Brünnele wurde der Brunnen 2007/2008 restauriert. In enger Zusammenarbeit mit der Stadt Stuttgart wurden die ursprünglichen Elemente rekonstruiert, einschließlich des Löwenkopfs und der Skulpturengruppe. Der Abschluss des Projekts wurde am 4. Mai 2008 mit einer feierlichen Einweihung begangen, an der prominente Vertreter und über 200 Unterstützer teilnahmen.